# NGC 7809
NGC 7809 este o galaxie situată în constelația Peștii. A fost descoperită în 9 septembrie 1864 de către Albert Marth.